# Экспресс АТ2
«Экспресс АТ2» — коммерческий геостационарный телекоммуникационный спутник малой размерности, заказанный российским спутниковым оператором ФГУП «Космическая связь» и изготовленный в ОАО «Информационные спутниковые системы» имени академика М.Ф. Решетнёва».
Космический аппарат (КА) «Экспресс АТ2» находится в точке стояния 140° в. д. в составе группировки спутников Экспресс и обеспечивает непосредственное спутниковое телевидение на территории Дальнего Востока России в диапазоне частот Ku.

## История создания
Контракт на производство спутника «Экспресс АТ2» между ФГУП «Космическая связь» и ОАО «Информационные спутниковые системы» имени академика М. Ф. Решетнёва» был подписан 22 сентября 2010 года. В соответствии с условиями контракта ОАО «ИСС» отвечало за проектирование, разработку, изготовление, интеграцию и испытания КА, а также за создание динамического программного имитатора. Кроме того, предприятие должно было предоставить оператору спутника техническую поддержку в процессе его эксплуатации. Также, в тот же день были подписаны контракты на создание двух других телекоммуникационных космических аппаратов — «Экспресс-АТ1» и «Экспресс-АМ8».
В апреле 2012 года прошло критическое рассмотрение проекта «Экспресс АТ2» (наряду с «Экспресс-АМ8» и «Экспресс-АТ1»), после чего началось изготовление оборудования для космических аппаратов.
17 июня 2012 года конструкция модуля полезной нагрузки «Экспресс АТ2» была отправлена в компанию Thales Alenia Space для установки на неё ретрансляционного оборудования.
В декабре 2012 года модуль полезной нагрузки с установленным на него оборудованием был получен из Франции, и в конце мая 2013 года ОАО ИСС приступило к интеграции платформы и модуля полезной нагрузки.
В конце июня 2013 года этап интеграции платформы и модуля полезной нагрузки был завершен, начаты электро- и радиоиспытания.
Первоначально предполагалось, что «Экспресс АТ2» будет запущен в позицию 36° в. д. с покрытием западной части России. Однако в ноябре 2012 года гендиректор ФГУП «Космическая связь» Юрий Прохоров сообщил, что спутник будет отправлен в позицию 140° в. д., а в позицию 36° в. д. будет запущен более мощный спутник — Экспресс-АМУ1.

## Конструкция

### Космическая платформа
КА «Экспресс АТ2» построен на базе спутниковой платформы «Экспресс-1000К», которая является самой маленькой из всех вариантов платформы Экспресс-1000. Несмотря на это, данная спутниковая платформа по своим удельным техническим и эксплуатационным характеристикам более чем в два раза превосходит платформу спутников «Экспресс АМ33/44» МСС-767, предыдущую платформу ОАО ИСС. Одной из особенностей платформы является комбинированная система терморегулирования, где применяется полностью резервированный жидкостный контур. Оборудование платформы размещено на сотопанелях (с внутренним строением пчелиных сот), которые в свою очередь крепятся на изогридную («вафельную») центральную трубу. На платформе применяются солнечные батареи на основе трёхкаскадных арсенид-галлиевых фотопреобразователей производства ОАО НПП «Квант» (г. Москва), литий-ионные аккумуляторные батареи Saft VS 180 производства французской компании Saft и стационарные плазменные двигатели СПД-100 производства ОКБ Факел (г. Калининград) для осуществления коррекции по долготе и широте.
Вес спутника на орбите — около 1250 кг, срок активного существования — более 15 лет. Мощность, выделяемая платформой для питания бортового ретрансляционного комплекса, составляет 2850 Вт.

### Полезная нагрузка
Конструкция модуля полезной нагрузки КА «Экспресс АТ2» изготовлена в ОАО «ИСС», в то время как оборудование полезной нагрузки изготовлено французской компанией Thales Alenia Space. На космическом аппарате установлено 16 транспондеров Ku-диапазона.

## Запуск спутника
Первоначально запуск спутника был запланирован на ноябрь 2013 года. Позже дата запуска была сдвинута вправо, на 16 марта 2014. Запуск произведен 16 марта 2014 года в 3:08 МСК. В 12:10 МСК от разгонного блока «Бриз-М» успешно отделился первый аппарат, «Экспресс АТ1», а через 18 минут после этого — «Экспресс АТ2».
28 мая спутник начал осуществлять непосредственное вещание.